# Coppa Bernocchi 1994
La Coppa Bernocchi 1994, settantaseiesima edizione della corsa, si svolse il 16 agosto 1994 su un percorso di 209 km. Era valida come evento del circuito UCI categoria 1.2. La vittoria fu appannaggio dell'italiano Bruno Cenghialta, che terminò la gara in 4h59'51", alla media di 41,821 km/h, precedendo i connazionali Francesco Casagrande e Andrea Tafi. L'arrivo e la partenza della gara furono a Legnano.

## Ordine d'arrivo (Top 10)
| Pos. | Corridore            | Squadra       | Tempo    |
| ---- | -------------------- | ------------- | -------- |
| 1    | Bruno Cenghialta     | Gewiss        | 4h59'51" |
| 2    | Francesco Casagrande | Mercatone Uno | a 8"     |
| 3    | Andrea Tafi          | Mapei         | a 8"     |
| 4    | Roberto Pagnin       | Navigare      | a 8"     |
| 5    | Marco Lietti         | Lampre        | a 8"     |
| 6    | Massimo Podenzana    | Navigare      | a 8"     |
| 7    | Stefano Colagè       | ZG Mobili     | a 8"     |
| 8    | Claudio Chiappucci   | Carrera       | a 8"     |
| 9    | Valerio Tebaldi      | Mapei         | a 8"     |
| 10   | Laurent Desbiens     | Castorama     | a 1'08"  |